# NGC 6526
NGC 6526 est une nébuleuse en émission et une région de formation d'étoiles située à l'intérieur de la nébuleuse de la Lagune (M8),. NGC 6526 a été découverte en 1784 par l'astronome germano-britannique William Herschel.